# 雅布龙河 (鲁比永河支流)
雅布龙河（法語：Jabron，法語發音：[ʒabʁɔ̃]）是法国奥弗涅-罗讷-阿尔卑斯大区德龙省的河流，是鲁比永河的右支流，长38.9千米。